# Ducati SportTouring
La gamme SportTouring est une gamme de motocyclette de la firme italienne Ducati produite de 1997 à 2007.
Elle s'articule autour de trois modèles : ST2, ST3 et ST4. Le nom de chaque machine est fonction du nombre de soupapes par cylindre de son moteur.

## Histoire
La première à voir le jour est la ST2. Dessinée par Pierre Terblanche, elle se positionne comme une alternative routière plus confortable que [Quoi ?] dans la gamme du constructeur de Bologne. Elle se veut la concurrente de la Honda VFR.
Le moteur hérité de la 907ie passe à 944 cm3, grâce à l'augmentation de deux millimètres de l'alésage. La puissance passe à 83 chevaux à 8 500 tr/min pour 8,4 mkg, 2 000 tours plus bas. Il est alimenté par une injection électronique Magneti-Marelli.
Le cadre est un treillis tubulaire. La fourche est estampillée Showa.
Le freinage est assuré par deux disques flottants de 320 mm de diamètre à l'avant et d'un disque de 245 mm à l'arrière, le tout pincé par des étriers Brembo à quatre ou deux pistons.
Par rapport aux autres machines de la marque, la position de conduite est moins en appui sur les poignets, grâce à un guidon reculé et des repose-pieds avancés.
La ST2 est disponible avec des sacoches latérales aux couleurs de la carrosserie, en option. Par ailleurs, un système permet de faire varier la hauteur des silencieux d'échappement pour, par exemple, augmenter la garde au sol quand les sacoches sont déposées.
En 1999, l'esthétique est légèrement reprise, avec des nouveaux flancs de carénage.
Pour 2000, le carénage est à nouveau modifié. Sous la selle passager, on trouve de série un antivol en U.
Pour 2002, les disques d'embrayage en acier sont remplacés par des disques en alliage. Les silencieux d'échappement sont catalysés pour répondre aux normes anti-pollution Euro 2.
Elle est retirée du catalogue fin 2003
Elle était disponible en rouge, bleu, noire, jaune ou gris métallisé.
La ST2 fait une apparition au cinéma, aux mains de Wesley Snipes dans Blade II. À cette occasion, Ducati met en vente une série spéciale recouverte d'une peinture noires, sur laquelle courent des filets rouge sang. Malheureusement, cette machine n'aura pas de succès.
La ST4 apparaît deux ans après la ST2, lors du salon de Munich 1998.
Elle utilise le moteur de la 916, développant 105 ch à 9 000 tr/min et 9 mkg à 7 500 tr/min.
la partie cycle est identique à celle de la ST2, la fourche est néanmoins réglable. Le poids est en hausse de 6 kg.
La ST4 est complétée en 2001 par la ST4S.
Elle reprend le moteur de la 996 et ses 117 ch à 8 750 tr/min pour 10 mkg à 7 000 tr/min.
L'amortisseur arrière est estampillé Öhlins à partir du millésime 2003. Le poids est de 212 kg.
La ST4S reçoit une centrale ABS en 2003 sur la ST4S ABS. Le poids augmente de 5 kg.
L'esthétique est modifiée pour coller à celle de la nouvelle ST3.
Les ST4S et ST4S ABS sont arrêtées fin 2005.
La 'ST3 sort en 2004 en remplacement des ST2 et ST4. Elle embarque un moteur de 1000 Monster avec une culasse à trois soupapes par cylindre. Il développe 102 ch à 8 750 tr/min et 9,5 mkg à 7 250 tr/min.
Elle est secondée en 2006 par la ST3S ABS et son freinage ABS.
La gamme SportTouring est définitivement arrêtée fin 2007.